# Лихачёв, Алексей Алексеевич
Алексей Алексеевич Лихачёв (3 (15) января 1866 Санкт-Петербург, Российская империя — 1942, СССР) — русский и советский фармаколог и токсиколог. Заслуженный деятель науки РСФСР. Отец Ивана Алексеевича Лихачёва.

## Биография
В 1890 году окончил Императорскую Военно-медицинскую академию. В 1893 году защитил докторскую диссертацию «Теплопроизводство человека в относительном покое» получив степень доктора медицины.
С 1899 по 1942 гг. заведующий кафедрой фармакология Женского медицинского института (после Октябрьской революции 1-й Ленинградский медицинский институт, ныне Санкт-Петербургский женский медицинский институт). Был непосредственно руководителем и деканом Медицинского института в 1906—1929 гг., организатор и руководитель кафедры гигиены Института инженеров путей сообщения в Ленинграде 1921—1930 гг., 1933—1942 гг. заведовал кафедрой фармакологии Ленинградского химико-фармацевтического института (ныне Санкт-Петербургский государственный химико-фармацевтический университет).
Организатор и заместитель директора по науке Санитарно-химического института (до 1991 года Институт токсикологии МЗ СССР).
В 1933 году свои исследования получил звание Заслуженного деятеля науки РСФСР.
Умер в 1942 году, похоронен в Санкт-Петербурге на Серафимовском кладбище.

## Научная деятельность
А. А. Лихачёв исследовал вопросы теплового и газового обмена у человека при лихорадке и действии алкоголя. Он выяснил, что теплопродукция, теплоотдача и газовый обмен в организме претерпевают изменения, связанные с бодрствованием и сном но не зависят от приёма пищи.
Один из основоположников отечественной токсикологии военных отравляющих веществ.
С 1914 года занимался изучением боевых химических веществ и их влияние на организм человека, разрабатывал меры защиты от них. Именно Лихачёв ввёл практические занятия для студентов по экспериментальной фармакологии, организовал лабораторию по биологической оценке лекарственных препаратов при Ленинградском химико-фармацевтическом институте.

## Основные работы
- Лихачёв А. А. Теплопроизводство здорового человека при относительном покое : диссертация. — Париж: СПб, 1893.
- Лихачёв А. А. Исследование газового и теплового обмена при лихорадке (Febris intermittens tertiana)  / совм., с Авроровым П. П. — Известия Военно-медицинской академии, 1902. — Т. 5, № 3—4. — С. 239—416.
- Лихачёв А. А. О влиянии алкоголя на тепловой и газовый обмен у человека  / совм., с Авроровым П. П. — 1906. — Т. 12—13, № 1—5. — С. 14—523.
- Лихачёв А. А. Действие на организм боевых отравляющих веществ и лечебные мероприятия при поражении ими, в кн.: / под ред. Аничкова С. В. и др. — Л.: Здравоохранение в условиях химической обороны, 1931. — С. 13.
- Лихачёв А. А. Сравнительная оценка активности тестикулярных препаратов (тестикулярной жидкости, спермина и спермоля) по исследованию на изолированных органах  / совм., с Николаевым М. — Ленинградский медицинский журнал, 1924. — № 4.